# 第6師管
第6師管（だいろくしかん）は、1873年から1940年まであった日本陸軍の管区で、当時6から18あった師管の一つある。1888年までは中部地方にある鎮台制の師管、1888年以後は九州地方にある師団制の師管で、制度・地域とも別のものである。師団制の師管は第6師団が管轄した。1940年に熊本師管に改称した。

## 鎮台制の第6師管

### 東海地方と長野県 (1873 - 1885)、歩兵第6連隊
はじめて師管が置かれたのは、鎮台配置から2年後の1873年（明治6年）1月、鎮台条例改定による。6つの軍管のうち、第3軍管が、第6師管と第7師管を管下にした。第6師管は名古屋を営所としており、その地名から名古屋師管とも呼ばれた。豊橋、岐阜、松本に分営を置くことが定められた。
- 1873年1月 - 1885年5月の管区
  - 第3軍管
    - 第6師管（名古屋師管）
    - 第7師管（金沢師管）

### 富山県・石川県・若狭地方を除く福井県・岐阜県・愛知県北西部 (1885 - 1888)、歩兵第6旅団
1885年（明治18年）5月18日制定・公布の太政官第21号で鎮台条例の改正があり、師管の番号が振りなおされた。名古屋鎮台の各師管は番号が一つずれ、旧第6師管の区域は新しい第5師管に引き継がれ、旧第7師管の区域が新しい第6師管に引き継がれた。新第6師管は北陸地方を中心に広がっており、越中国・能登国・加賀国・越前国・飛騨国・美濃国の全域と、尾張国のうち3郡（東春日井郡・西春日井郡・丹羽郡）を範囲とした。現在の都道府県でいうと、富山県・石川県・岐阜県の全域と、若狭地方を除く福井県と、愛知県北西の一部とにあたる。
第6師管は第5師管とともに名古屋鎮台が管轄する第3軍管の下にあった。名古屋鎮台の平時の兵力の大部分は第5師管に配備されており、第6師管では歩兵第6旅団本部と歩兵第7連隊が金沢に配備された
- 1885年5月 - 1888年4月30日 の管区
  - 第3軍管
    - 第5師管
    - 第6師管

### 師管から旅管へ、軍管から師管へ
1888年に、鎮台が廃止されて師団制が施行されることになり、明治21年勅令第32号（5月12日制定、14日公布）に陸軍管区表が制定された。陸軍管区は軍管 - 師管の2階層から師管 - 旅管 -大隊区の3階層に変わった。地域区分では、従来の軍管が同じ番号の師管に引き継がれ、従来の師管は同じ番号の旅管に引き継がれた。そこで、従来の第6師管は新しい第6旅管に引き継がれ、従来の第6軍管が新しい第6師管に引き継がれることになった。
新しい第6旅管は、第3師管のもとで北陸中心の管区を継承したが、愛知県で区域に変更があった。以前からの東春日井郡・西春日井郡・丹羽郡に加えて、葉栗郡と中島郡も第6旅管に属した。。
古い第6軍管は熊本鎮台の管区で、現在の九州地方を管区とした。これが変更なく新しい第6師管に引き継がれた。

## 師団制の第6師管

### 第6師管と第6師団の関係
師団制の師管は、同じ番号の師団のための徴兵と密接に結びついており、第6師団の兵士は第6師管に戸籍を持つ男子から徴集された。また、第6師管から徴兵された兵士は第6師団に入るのが原則であった。だがこれにはいくつか例外があり、まず、独自の師管を持たない近衛師団には、全国の師管から兵士が送られた。また、朝鮮、台湾の植民地に常駐する部隊にも内地の師管が兵卒が送られた。時には、人口が少ない師管にある師団にも融通された。
師管はまた国内反乱鎮圧と、外国の侵攻に対して出動する師団の担任地域でもある。はじめ九州全域、後には九州南部を管区とした第6師管は、西方の隣国や南方に植民地を持つ列強諸国に直面する位置にあり、防衛上重要であった。また重要な関門海峡の防備は、1890年から第12師管ができた1896年まで、本州部分も含めて第6師管・第6師団に委ねられた。

### 九州の全域 (1888 - 1890)
成立当初の第6師管は、沖縄県を含めた九州全域を管区とした。全国共通の制度として、1師管は2旅管、1旅管は4大隊区を下に置き、重要な島には事情に応じて旅管の下に警備隊区を置いた。第6師管には大島警備隊区（奄美大島・屋久島・種子島）、沖縄警備隊区、五島警備隊区、対馬警備隊区があり、警備隊区の数が全師管の中でもっとも多かった。ただし、対馬を唯一の例外として、予定の各警備隊の発足まで警備隊区の設置は延期された。
- 第6師管（1888年5月21日 - 1896年3月31日以降）
  - 第11旅管
    - 熊本大隊区
    - 宮崎大隊区
    - 八代大隊区
    - 鹿児島大隊区
    - 大島警備隊区（当面は鹿児島大隊区）
    - 沖縄警備隊区（当面は鹿児島大隊区）

  - 第12旅管
    - 小倉大隊区
    - 佐賀大隊区
    - 福岡大隊区
    - 長崎大隊区
    - 五島警備隊区（当面は長崎大隊区）
    - 対馬警備隊区

### 九州の全域と山口県の南西部 (1890 - 1896)
1890年、明治23年勅令第82号（5月19日制定、20日公布）で、山口県の赤間関市（後の下関市）と豊浦郡が、第5師管から第6師管に移った。関門海峡の両岸を一つの司令部の指揮下におくためである。大隊区の構成は変わらなかった。日清戦争にはこの体制で対応した。

### 熊本県・長崎県・宮崎県・鹿児島県・沖縄県 (1896 - 1903)
1896年に陸軍の師団をほぼ倍増する軍拡が実施されたとき、明治29年勅令第82号（3月14日制定、16日公布、4月1日施行）によって陸軍管区表も改正された。この改正では従来の師管を二分して新しい師管を作り出したため、師管もほぼ倍増になった。このとき、従来の旅管を廃止して同じ地区を師管とし、従来の大隊区を廃止して同じ地区を連隊区とする、というように、区分を格上げすることで、区割り変更を最小限にとどめる工夫がとられた。
第6師管は、北東部の第12師管と南西部の第6師管に分割された。第6師管はほぼ従来の第11旅管を受け継いだが、長崎県と大分県の扱いだけが異なった。第12旅管にあった長崎県を第6師管に渡し、二つの旅管に分割されていた大分県をすべて新第12師管に付けた。発足当初の第12師団の防衛負担を軽くするために、対馬から沖縄までの離島を含めた西方防衛が広く第6師管に委ねられたのである。連隊区は、ほぼ以前の大隊区を継承したが、長崎県では長崎大隊区がなくなり大村連隊区に変わった。警備隊区はそのままである。
- 第6師管（1896年4月1日以降 - 1903年2月13日）
  - 熊本連隊区
  - 大村連隊区
  - 鹿児島連隊区
  - 宮崎連隊区
  - 対馬警備隊区
  - 沖縄警備隊区（当面は鹿児島連隊区）
  - 大島警備隊区（当面は鹿児島連隊区）
  - 五島警備隊区（当面は大村連隊区）

### 熊本県・福岡県の筑後地方・宮崎県の大部分・鹿児島県・沖縄県 (1903- 1907)
1903年、明治36年勅令第13号（2月13日制定、14日公布）で、ふたたび旅管を置いた。このとき、第12師管との境界線が大きく変更になった。変更の眼目は、長崎県と宮崎県の2郡（東臼杵郡・西臼杵郡）を第12師管に移し、福岡県のうち筑後国にあたる地方を第6師管に移す交換であった。その目的は、対馬・長崎市・佐世保を第6師管から外し、第6師団の警備上の負担を軽くすることにあった。これが日露戦争のときの管区になった。
- 第6師管（1903年2月14日 - 1907年9月17日以降）
  - 第11旅管
    - 熊本連隊区
    - 鹿児島連隊区
    - 沖縄警備隊区（当面は鹿児島連隊区）
    - 大島警備隊区（当面は鹿児島連隊区）

  - 第24旅管
    - 宮崎連隊区
    - 久留米連隊区

### 熊本県の大部分・宮崎県の大部分・鹿児島県・沖縄県 (1907 - 1915)
1907年にさらに師団数が増えたとき、熊本にほど近い久留米に第18師団が新設された。明治40年軍令陸第3号（9月17日制定、18日公布、漸次施行）で、第6師管は福岡県部分と熊本県北西部4郡（菊池郡・鹿本郡・玉名郡・天草郡）を、新しい第18師管に譲った。
連隊区では熊本と鹿児島が従来の連隊区の名を引き継いだが、宮崎連隊区が廃されて都城連隊区か置かれ、八代連隊区が新設された。鹿児島県が3連隊区に分割されるなど県境と一致しない線引きが増え、沖縄警備隊区が距離的に近い新設第36旅管ではなく熊本にある第11旅管の下に置かれた。
- 第6師管（1907年9月17日以降 - 1918年5月31日）
  - 第11旅管
    - 熊本連隊区
    - 八代連隊区
    - 沖縄警備隊区

  - 第36旅管
    - 鹿児島連隊区
    - 都城連隊区

### 熊本県の大部分・宮崎県の大部分・鹿児島県・沖縄県 (1915 - 1920)
1915年、大正4年軍令陸第10号（9月13日制定、14日公布）で、熊本県の阿蘇郡が第12師管に移った。連隊区の構成は変わらない。
1918年、大正7年軍令陸第16号（5月29日制定、31日公布、6月1日施行）で、沖縄警備隊区が廃止され、沖縄県を管轄する沖縄連隊区が設けられた。これと同時に沖縄県は第11旅管から第36旅管に移された。師管で徴兵された兵士が原則としてその師団に配属されるのと似て、連隊区で徴兵された歩兵は対応する連隊に入隊するのを原則としたが、沖縄連隊区は特別で、対応する連隊がなく、徴兵された兵士は複数の連隊に分かれて配属した。
- 第6師管（1918年6月1日 - 1924年5月6日）
  - 第11旅管
    - 熊本連隊区
    - 八代連隊区

  - 第36旅管
    - 鹿児島連隊区
    - 都城連隊区
    - 沖縄連隊区

### 熊本県の大部分・宮崎県の南半分・鹿児島県・沖縄県 (1920 - 1925)
1920年、大正9年軍令陸第10号（8月7日制定、9日公布、10日施行）で、宮崎県中部の児湯郡が第6師管から第12師管に移された。
1924年、大正13年軍令陸第第4号（5月5日制定、7日公布）により、旅管が廃止になり、師管の下に直接連隊区が属することになった。この改正で師管と連隊区の境界は変わらなかった。
- 第6師管（1924年5月7日 - 1925年4月30日）
  - 熊本連隊区
  - 八代連隊区
  - 鹿児島連隊区
  - 都城連隊区
  - 沖縄連隊区

### 熊本県・大分県の大部分・ 宮崎県・鹿児島県・沖縄県（1925 - 1940)
1925年の宇垣軍縮で陸軍の4個師団が削減されると、師管もまた数を減らすことになり、大正14年軍令陸第2号（4月6日制定、4月8日公布、5月1日施行）で陸軍管区表が改定された。九州では第18師管が廃止されたため、第6師管は第12師管と南北で九州を分けた。すなわち、熊本県・宮崎県・鹿児島県・沖縄県の全域と、大分県のうち日田郡を除く大部分を第6師管とし、残りの北半分が第12師管になった。連隊区では、第12師管から大分連隊区を入れ、八代連隊区を廃止した。
- 第6師管（1925年5月1日 - 1940年7月31日）
  - 熊本連隊区
  - 大分連隊区
  - 都城連隊区
  - 鹿児島連隊区
  - 沖縄連隊区

## 熊本師管・師管区への改名と廃止 (1940 - 1945)
1940年、全国の師管の名称は、昭和15年軍令陸第20号（7月24日制定、26日公布、8月1日施行）によって、番号をやめて地名をとった。第6師管はなくなり、熊本師管に引き継がれた。連隊区と管区は当面そのままだったが、1941年、1942年の変更を経て、1945年には熊本師管区に改編された。8月の敗戦とともに師管区の意義は失われ、翌1946年に法令上も廃止された。